# 新加坡国际广播电台
新加坡国际广播电台（英語：Radio Singapore International）于1994年1月1日开播，并于2007年12月31日停播，是新加坡的对外广播电台，屬於新传媒电台。新加坡国际广播电台使用英语、马来语、汉语和印尼语播音，也使用短波播音。该台在后期不再制作自制节目，而是同步播出新传媒电台同时段的节目，如华语广播转播958城市频道的节目、英语广播转播938LIVE的节目等。